# 亚历山德罗·阿尔维斯·多·纳西门托
亚历山德罗·阿尔维斯·多·纳西门托（葡萄牙語：Alexandro Alves do Nascimento，1974年12月30日—2012年11月14日），即阿莱士·阿尔维斯（Alex Alves），是一名已故巴西职业足球运动员，司职前锋。

## 俱乐部生涯
阿尔维斯在巴西球队维多利亚出道，之后先后转投帕尔梅拉斯、尤文图德、葡萄牙人和克鲁塞罗等球队。1999年，阿尔维斯以750万欧元的身价加盟德国足球甲级联赛球队柏林赫塔，这也是他职业生涯最辉煌的时期，他为柏林赫塔在联赛中出场81次，射进25球。2000年9月30日，他在柏林赫塔对阵科隆的德甲联赛中0比2落后时中场开球，在距离对手球门52米处吊射得分，并最终帮助球队4比2逆转对手，这个进球被评选为2000年度德国最佳进球。但是纪律散漫的阿尔维斯也成为柏林赫塔内部的一大不稳定因素。2003年夏季，柏林赫塔宣布提前和阿尔维斯终止合同，并将他送回巴西的米内罗竞技。
回到巴西后，阿尔维斯先后在米内罗竞技、瓦斯科达伽马和维多利亚踢球。2006年7月，阿尔维斯前往中国足球超级联赛球队深圳金威试训。虽然他一度接近加盟深圳队，但由于深圳队未能和另一名外援丹尼尔解除合同，没有空余的外援名额提供给阿尔维斯。7月27日，阿尔维斯和另一支中超球队沈阳金德闪电签约，彼时沈阳金德的几内亚外援奥斯曼·班古拉在与青岛中能的比赛中被青岛队球员吕刚踢伤左眼，几乎失明，金德队为此用阿尔维斯顶替班古拉出任金德前锋。但他在中超赛场的表现一般，2006赛季下半程仅为沈阳金德出场4次，没有进球，并由于作风散漫在10月11日被沈阳金德宣布解约。
离开中国后，阿尔维斯又先后效力于博阿维斯塔、福塔雷萨、卡瓦拉（希腊）和龙多诺波利斯联合等球队。

## 逝世
2012年11月14日，阿尔维斯因白血病在巴西圣保罗州雅乌逝世，得年37岁。